# Enea nel Lazio (Sarti)
Enea nel Lazio (título original en italiano; en español, Eneas en el Lacio) es un dramma per musica en dos actos con música de Giuseppe Sarti y libreto de Ferdinando Moretti. Se estrenó el 26 de octubre de 1799 (15 de octubre según el calendario juliano) en el Teatro Kamenii Bolshoi de San Petersburgo.

## Estructura de la ópera
- Acto I:
  - Sinfonía
  - Marcha: Sempre d'allori il crine
  - Recitativo acompañado: Compagni, al valore vostro
  - Recitativo: Deh! Lascia, invitto eroe"
  - Recitativo: Né tu l'avrai, sin che di sangue
  - Aria: Al fragor di trombe altere
  - Recitativo: Perché co' fidi miei tu non unisti
  - Aria: Calmar vorrei quell'ira
  - Recitativo accompagnato: Tu palpiti, mio core
  - Duetino: Bella fiamma del mio core
  - Recitativo: Principessa, ben mio
  - Recitativo accompagnato: Sempre la sorte amica
  - Aria: Freme la sorte irata
  - Recitativo: Ella e l'astro felice
  - Cavatina: Deh! Pietoso al tuo desire
  - Recitativo: Mio re, mio genitor
  - Terzetto: Renditi al pianto mio
- Acto II:
  - Balli
  - Recitativo: Bella madre... Ah, dove spari?
  - Cavatina: Nume, pietoso Nume
  - Recitativo: No, padre, il mio timore
  - Recitativo: Che audace!
  - Recitativo accompagnato: Ferma, un istante ancor
  - Rondò: Quanto è barbaro il dolore
  - Recitativo: Signor, nuoce l'indugio
  - Recitativo: Quai voti formar deggio
  - Aria: Se il favor d'amico fato
  - Recitativo accompagnato: Non torna alcun
  - Cavatina: Ritorni il caro oggetto
  - Recitativo: Figlia, di qual novella
  - Recitativo accompagnato: Oh! Ben sofferte pene
  - Duetto: Da quelle luci, o cara
  - Marcia
  - Terzettino: Nume clemente
  - Ciaccona: Sì dolce nodo